# 刘锦藻

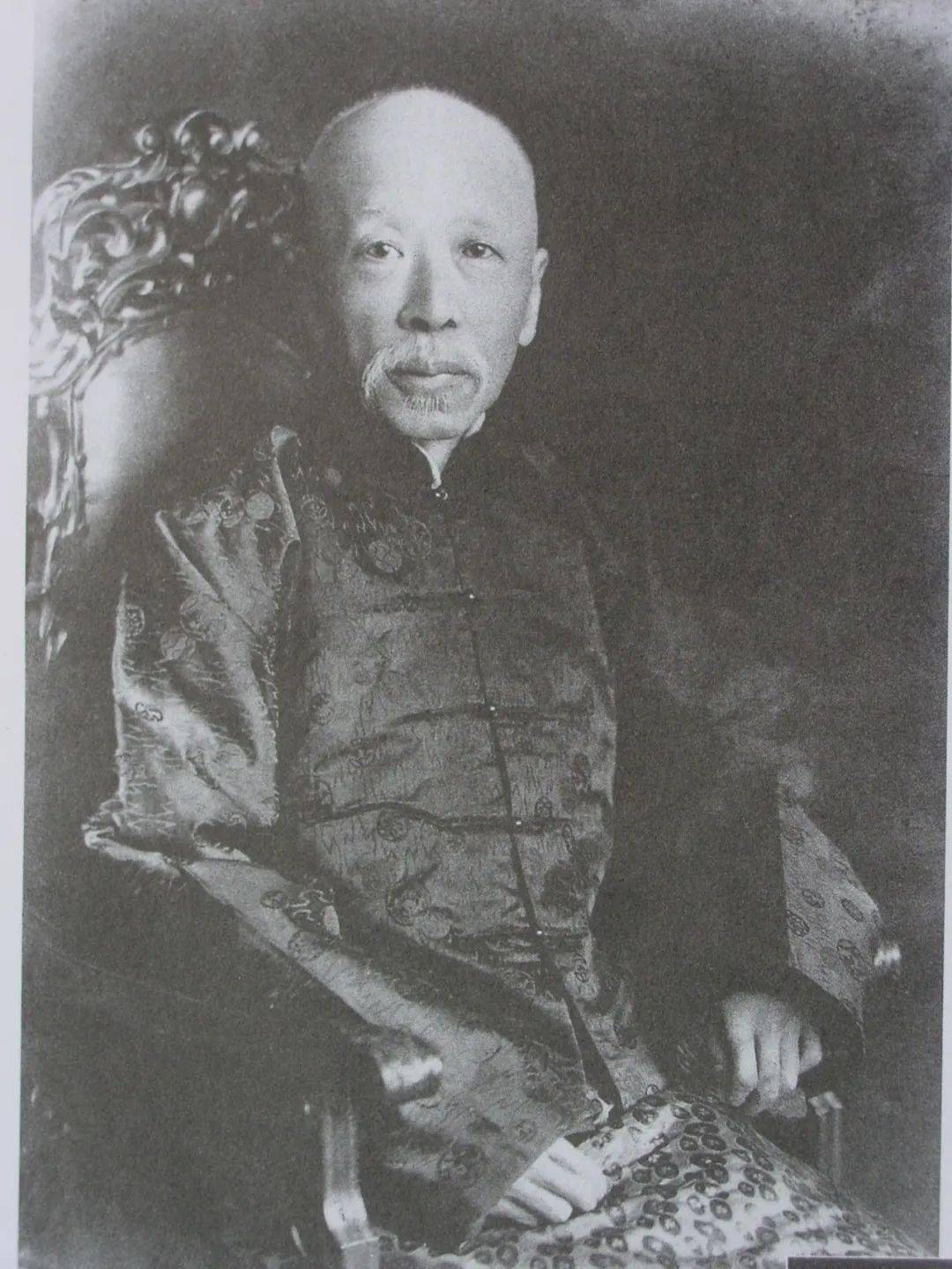
劉錦藻

劉錦藻（1862年—1934年），原名安江，字澂如，號橙墅，晚號堅匏盦，浙江湖州府烏程縣南潯人，晚清政治人物，近代實業家。

## 生平
生於富戶之家，其父劉鏞乃南潯首富，為劉鏞四弟劉鏘嗣子。光緒二十年（1894年）甲午恩科二甲第一百二十五名進士，同年五月任工部郎中，授五品候補京堂。後累加三品銜。
具維新思想，與張謇為至交，與康有為、梁啟超、譚嗣同等的“強學會”有往來。熱心洋務運動，數次與外國人談判，爭取利益。光緒三十三年（1907年），劉錦藻創辦“浙江興業銀行”，集資一百萬股，為中國最早的商辦銀行之一。宣統元年（1909年），劉錦藻主持滬杭鐵路接軌通車。
劉錦藻與張頌賢、龐雲鏳、顧福昌並稱“南潯四象”。

## 家庭
- 父劉鏞（1826-1899）
- 兄劉安瀾，號紫洄，二十九歲歿。
- 弟劉安泩
- 弟劉安溥
- 子劉承幹（1882-1963），字貞一，號翰怡、求恕居士，晚年自稱嘉業老人。嘉業堂藏書樓主人。過繼給劉安瀾為嗣子。
- 子劉儼庭，娶盛宣懷第六女盛靜頤。
- 子劉旭滄（1913-1966），攝影記者。

## 著作
撰《皇朝續文獻通考》一書，內容多涉及清末近代洋務，歷代政書所僅見，宣統二年（1910年）二月進呈，為“十通”之一。